# Иоанн (Никитин)
Епископ Иоанн (Никитин; ум. 13 (24) октября 1799, Великий Устюг) — епископ Русской православной церкви, епископ Великоустюжский и Тотемский.

## Биография
С 1758 года — игумен Новгородского Деревяницкого монастыря.
В 1762 году возведён в сан архимандрита Хутынского Спасо-Варлаамиева монастыря.
15 июля 1764 года хиротонисан во епископа Олонецкого и Каргопольского, викария Новгородской епархии.
С 9 июня 1767 года — епископ Великоустюжский и Тотемский.
9 июля 1786 года уволен на покой с пенсией в 500 руб и правом управления Великоустюжским Михаило-Архангельским монастырём, в котором и скончался 13 октября 1799 года.